# Prasinocyma annexa
Prasinocyma annexa là một loài bướm đêm trong họ Geometridae.